# Jupiter Icy Moons Explorer
Jupiter Icy Moons Explorer (Explorador de Lunas Heladas de Júpiter), o JUICE por sus siglas en inglés, es una nave espacial desarrollada por la Agencia Espacial Europea (ESA). La misión explorará y estudiará a Júpiter y tres de sus satélites galileanos Ganímedes, Europa y Calisto (excluyendo a Ío por no ser una luna helada), todos los cuales parecen ser que poseen una gran cantidad de agua líquida bajo sus superficies, convirtiéndose en entornos potencialmente habitables.
JUICE tendrá unos ocho años de viaje hacia Júpiter y las tres lunas heladas seleccionadas para la misión, además, de convertirse en la primera nave espacial en orbitar una satélite natural distinto a la Luna de la Tierra.
La nave fue lanzada el 14 de abril de 2023, estando prevista su llegada al gigante gaseoso en julio de 2031. Su primera etapa de trabajo comenzará orbitando alrededor de Ganímedes en diciembre de 2034.
La nave espacial aparece como personaje principal en las obras de ficción multimedia de Jon Bois 17776 y 20020, siendo introducida a ambas narrativas años antes de su lanzamiento real, pudiendo observarse como consecuencia la discrepancia entre el año de lanzamiento en la realidad (2023) y ambas historias (2022).

## Historia
La misión comenzó como una reformulación de la propuesta Jupiter Ganymede Orbiter, el cual lo que sea componente de la Europa cancelado del sistema de Júpiter Misión-Laplace (EJSM-Laplace) de la ESA. Había un candidato para la misión de primera clase L (L1) de los programas de la ESA Cosmic Vision, y su selección, que anunció el 2 de mayo de 2012. En abril de 2012 JUICE, fue recomendado en vez del propuesto telescopio de rayos X  ATHENA y un observatorio de ondas gravitacionales (Observatorio de la Nueva ola gravitacional (ONG)). En julio de 2015, Airbus Defence and Espace fue seleccionada como contratista principal para diseñar y construir la sonda espacial.

## Plan

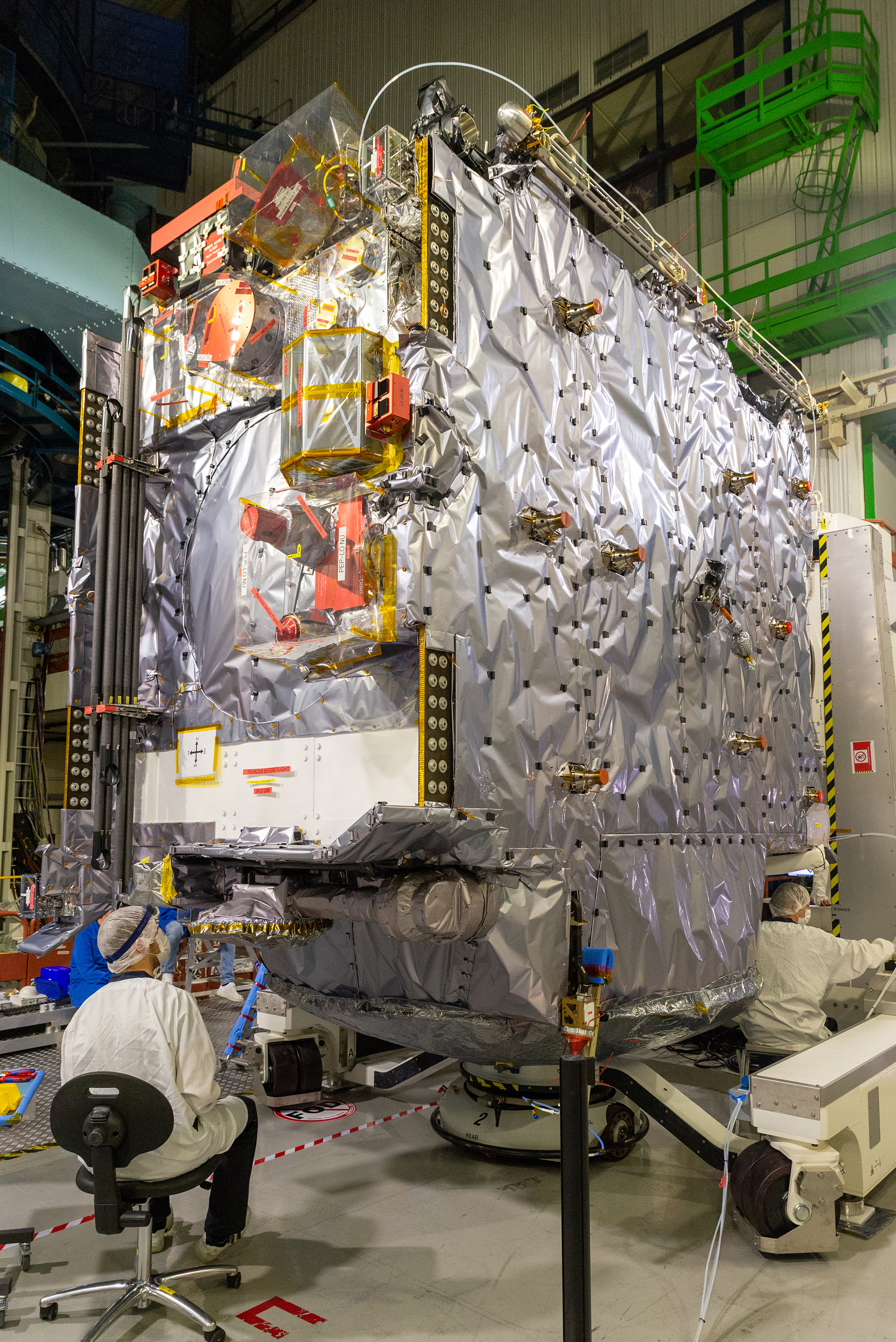
Sonda JUICE en las instalaciones del sitio Airbus Defence and Space Astrolabe en Toulouse, Francia.

Según lo planeado, la nave sería lanzada en el año 2023 mediante un cohete Ariane 5, llegando a la órbita de Ganímedes para el año 2034, después de completar varias órbitas y maniobras sobre el planeta Júpiter, y las lunas Europa y Calisto. Los instrumentos que llevará a bordo incluyen cámaras, espectrómetros, magnetómetros y un radar de penetración en el hielo.

## Objetivos científicos
El JUpiter ICy moons Explorer (JUICE) llevará a cabo investigaciones detalladas en Ganímedes como un cuerpo planetario y evaluar su potencial para albergar vida. Las investigaciones de Europa y Calisto  completarán un cuadro comparativo de la síntesis de las lunas galileanas que podrían albergar océanos internos de agua líquida, y por lo tanto son fundamentales para la comprensión de la habitabilidad de los mundos helados.
Los principales objetivos científicos para Ganímedes, y en menor medida por Calisto, son:
- Caracterización de las capas del océano y la detección de depósitos de agua subterránea putativo;

- La cartografía topográfica, geológica y la composición de la superficie;
- Estudio de las propiedades físicas de las cortezas heladas;
- Caracterización de la distribución interna de masas, la dinámica y la evolución de los interiores;
- La investigación de la tenue atmósfera de Ganímedes;
- Estudio del campo magnético intrínseco de Ganímedes y sus interacciones con la magnetosfera joviana.

Para Europa, la atención se centra en lo esencial la química de la vida, incluyendo moléculas orgánicas, y en la comprensión de la formación de características de la superficie y la composición del material no-agua-hielo. Más aún, el JUICE proporcionará a la primera sonda subsuperficie de la Luna, incluyendo la primera determinación del espesor mínimo de la capa de hielo sobre las regiones más recientemente activas.
Otro de los objetivos claves de esta misión será observar y compenetrarse con la misión Europa Clipper de la NASA, enviada a la órbita del satélite Europa, desde donde ambas se observarán y comunicarán, debido a que coinciden en tiempo en el sistema joviano.

## Nave espacial

### Condiciones y diseño de la misión
El principal problema que intentan superar los diseñadores de la nave es la gran distancia que tendrá que controlar con respecto al Sol, al ser su fuente de energía y también la fuerte radiación que emite el planeta Júpiter. Realizar las órbitas a Júpiter y Ganímedes y el gran número de maniobras de sobrevuelo, aproximadamente serán más de 25 asistencias gravitatorias y dos sobrevuelos a Europa, requieren que la nave espacial transporte aproximadamente 3.000 kg (6.6600 lb) de propelente químico.

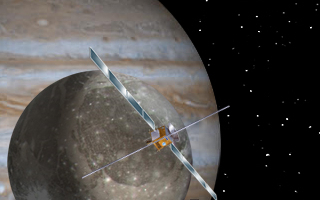
Impresión artística de la nave espacial 'JUICE'

Las asistencias gravitatorias incluyen:
- Transferencia interplanetaria (Tierra, Venus, Tierra, Marte, Tierra)
- Inserción en la órbita de Júpiter y reducción del apocentro con múltiples ayudas de gravedad de Ganimedes
- Reducción de velocidad con ayuda de Ganímedes y Calisto
- Aumenta la inclinación con 10-12 asistencias de gravedad de Calisto

### Aterrizador en Ganimedes
El Instituto Ruso de Investigación Espacial está estudiando una misión de aterrizaje en Ganímedes llamada Laplace-P, especialmente destinada a estudiar su astrobiología. La cooperación y una posible sinergia con la misión orbital JUICE Ganímedes se está planteando entre la ESA y Roscosmos. Rusia también propuso alimentar la nave espacial JUICE con un generador termoeléctrico de radioisótopos (RTG) construido en Rusia, reemplazando los paneles solares pues serían vulnerables a la radiación de Júpiter.

## Destinos

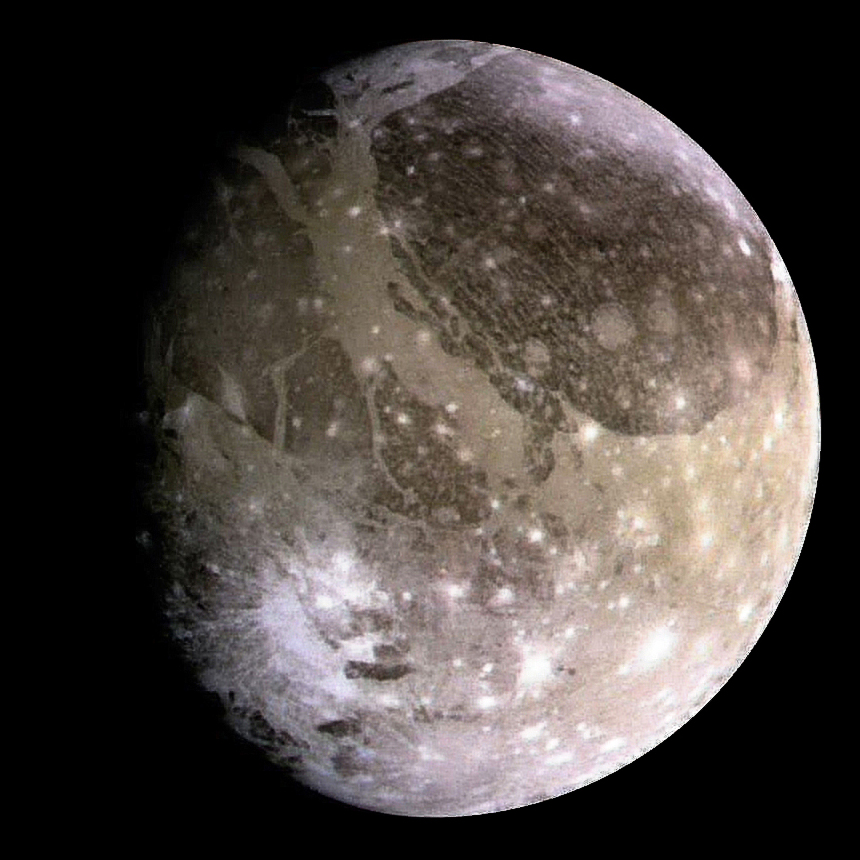
Ganímedes (sobrevuelos + órbita)
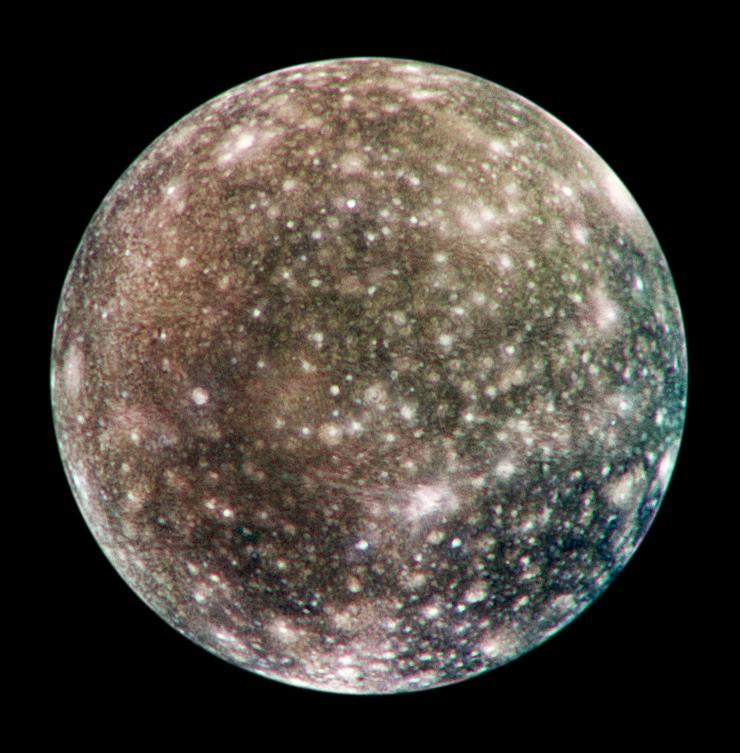
Calisto (varios sobrevuelos)
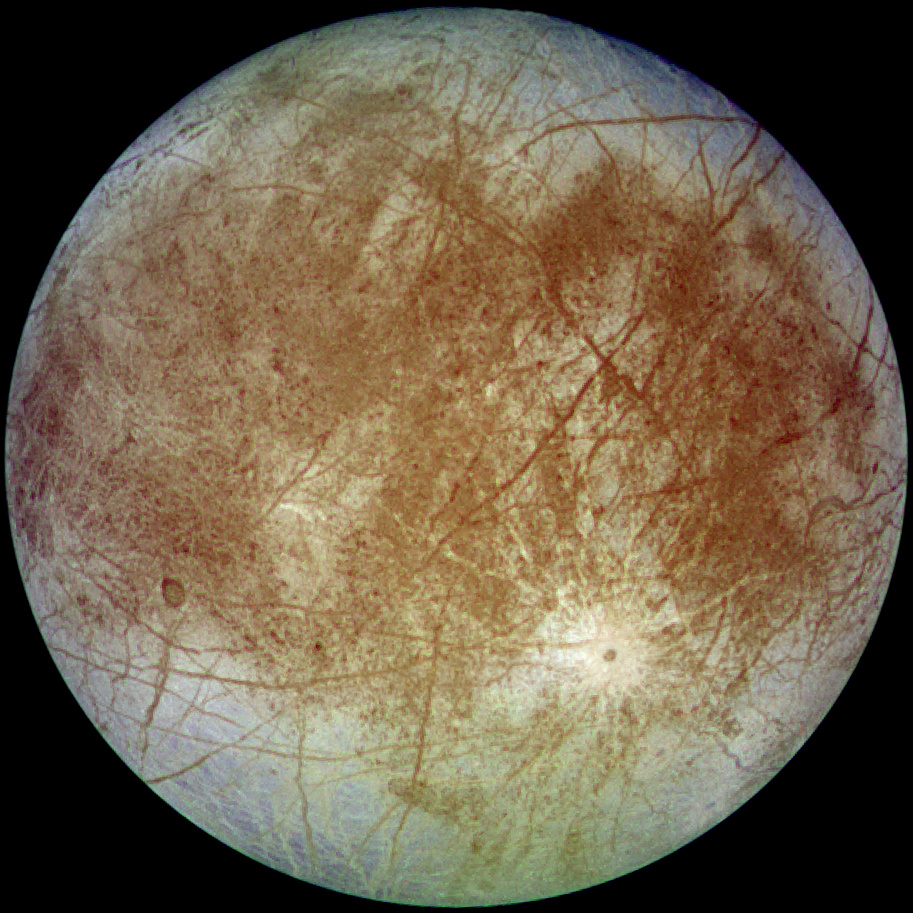
Europa (dos sobrevuelos)